# روند فان درينثي 2021
روند فان درينثي 2021 هو سباق دراجات هوائية من فئة سباق يوم واحد، وهو الموسم رقم 58 من روند فان درينثي، وأقيم في 24 أكتوبر 2021، وامتدّ لمسافة 188.5 كيلومتر، وهو أحد سباقات طواف أوروبا للدراجات 2021.
فاز بالمركز الأول Rune Herregodts ‏، وبالمركز الثاني أندريا باسكولون، وبالمركز الثالث ديلان جروينويغن.

## الفرق
| فرق عالمية (2)- Intermarché-Wanty-Gobert Matériaux - Team DSM فرق برو (2)- بنجوال دبليو بي 2021 ‏ - سبورت فلاندرين بالويس 2021 ‏ فرق قارية (12)- Visma–Lease a Bike Development ‏ - إلكوف كاسبر 2021 ‏ - Leopard TOGT Pro Cycling ‏ - SEG Racing Academy ‏ - Team Lotto–Kern Haus ‏ - فريق ريوال للدراجات 2021 ‏ - ميتك-تي كي إتش مانتيل ‏ - بيت سايكلنج 2021 ‏ - إيفوبرو ريسينغ 2021 ‏ - Sauerland NRW-SKS Germany ‏ - Parkhotel Valkenburg CT ‏ - فولكر ويسيلز 2021 ‏ فريق وطني- فريق هولندا لركوب الدراجات للرجال 2021 ‏ |  |
| |  |

## التصنيف العام النهائي
| التصنيف العام         | التصنيف العام      | التصنيف العام | التصنيف العام                      | التصنيف العام |
| العداء                | العداء             | البلد         | الفريق                             | الوقت         |
| --------------------- | ------------------ | ------------- | ---------------------------------- | ------------- |
| 1                     | Rune Herregodts ‏   | بلجيكا        | Sport Vlaanderen-Baloise           | 4 س 22 د 07 ث |
| 2                     | أندريا باسكولون    | إيطاليا       | Intermarché-Wanty-Gobert Matériaux | + 13 ث        |
| 3                     | ديلان جروينويغن    | هولندا        | Jumbo-Visma Development Team       | + 13 ث        |
| 4                     | Coen Vermeltfoort ‏ | هولندا        | VolkerWessels Cycling Team         | + 13 ث        |
| 5                     | آرنه ماريت ‏        | بلجيكا        | Sport Vlaanderen-Baloise           | + 13 ث        |
| 6                     | تيمو دي جونغ ‏      | هولندا        | Parkhotel-ZZPR.nl-Orange Babies CT | + 13 ث        |
| 7                     | Thimo Willems ‏     | بلجيكا        | Sport Vlaanderen-Baloise           | + 13 ث        |
| 8                     | Nils Eekhoff ‏      | هولندا        | Team DSM                           | + 13 ث        |
| 9                     | Jon Knolle ‏        | ألمانيا       | Team SKS Sauerland NRW             | + 13 ث        |
| مصدر: ProCyclingStats |                    |               |                                    |               |

## وصلات خارجية
- الموقع الرسمي
- لمحة عن سباق روند فان درينثي 2021 على موقع  ProCyclingStats   (برو  سايكلنج  ستاتس) - إحصاءات  محترفي  الدراجات.
- روند فان درينثي 2021 على موقع إحصائيات الدراجات الإحترافية (الإنجليزية)